# 9463 Criscione
9463 Criscione è un asteroide della fascia principale. Scoperto nel 1998, presenta un'orbita caratterizzata da un semiasse maggiore pari a 2,9472898 UA e da un'eccentricità di 0,0533702, inclinata di 0,84052° rispetto all'eclittica.